# Lutzomyia adiketis

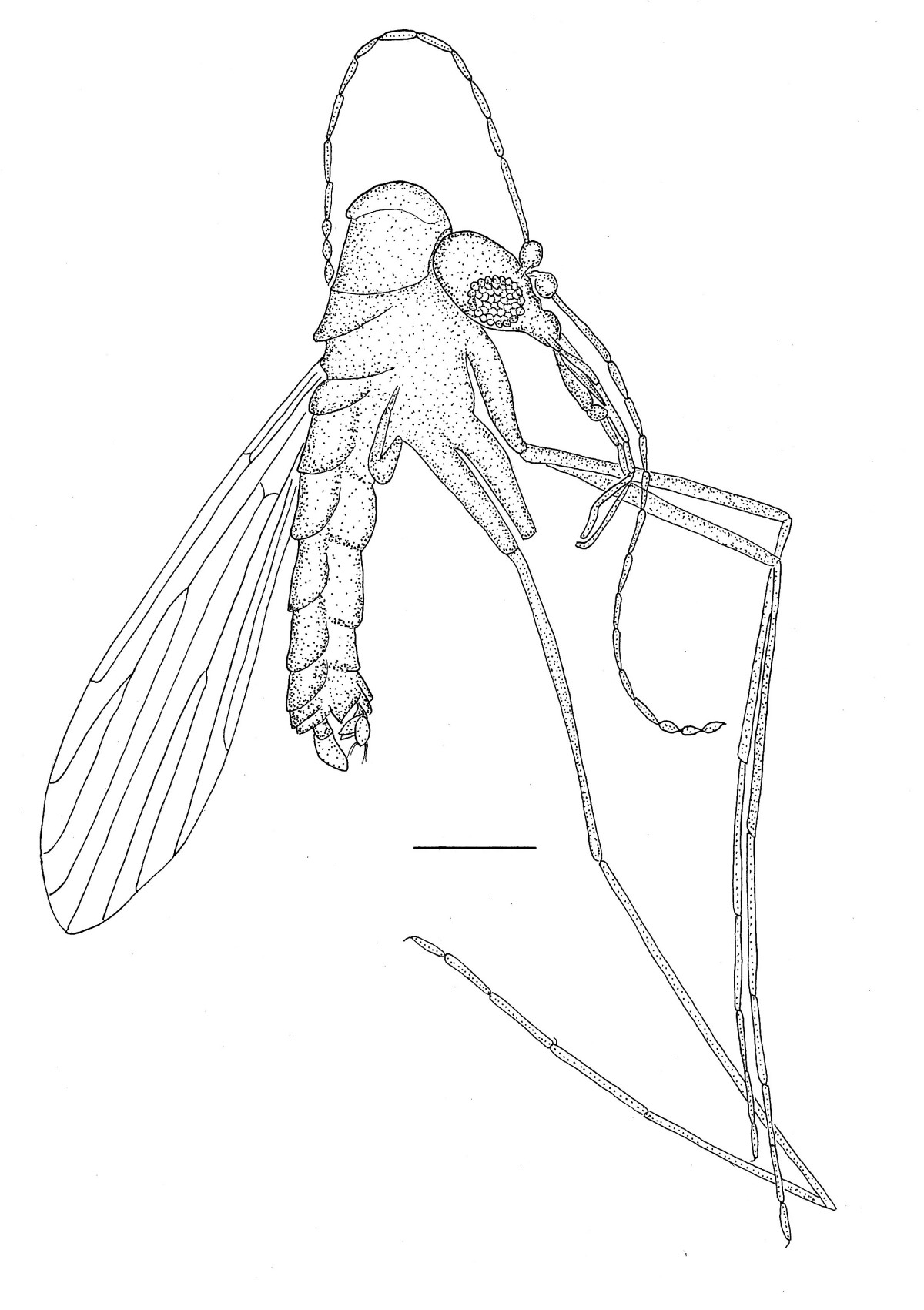
Реконструкция Lutzomyia adiketis

Lutzomyia adiketis (лат.) — ископаемый вид кровососущих двукрылых насекомых из подсемейства москитов.

## Описание
Общая длина тела составляет 1,3 мм. Длина головы равна 315 мкм; длина хоботка (proboscis) — 202 мкм. Число члеников жгутика усика равно 14 (флагелломеры); скапус короткий; педицель шаровидный. Длина члеников антенн (antennomeres; в микронах): 1, 38; 2, 63 (60); 3, 171 (171); 4, 92 (92); 5, 82 (89); 6, 86 (79); 7, 82 (82); 8, 79 (76); 9, 86 (82); 10, 82 (82); 11, 76 (79); 12, 75 (83); 13, 81 (68); 14, 51 (57); 15, 41 (48); 16, 41 (41) (концевой шипик на 16 сегменте — 10 (10).
Длина груди равна 441 мкм. Крылья длинные (1,23 мм) и узкие, их ширина составляет 0,30 мм, соотношение длина/ширина = 4,1. У задних бёдер отсутствуют зубцы. Длина частей ног составляет: задние бёдра = 662, передние бёдра = 580; задние голени = 857, передние голени = 580. Длина члеников задних лапок (metatarsomeres): 1 = 454, 2 = 233, 3 = 158, 4 = 126, 5 = 76. Длина члеников передних лапок: 1 = 315 (328), 2 = 189 (183), 3 = 126 (126), 4 = 113 (107), 5 = 50 (50). Коготки лапок парные, простые, резко изогнутые у основания, имеют длину 18—23 мкм. Брюшко вытянутое, 10 сегментов ясно видимы; длина брюшка составляет 800 мкм; церки имеют длину 116 мкм и ширину 54 мкм; доли восьмого стернита имеют длину 48 мкм. Окраска тела и ног коричневая.
У насекомого оторваны левая задняя нога и обе средние ноги (а также часть волосков на усиках и теле). Это говорит о том, что москит всеми силами пытался спастись от увязания в липкой смоле.
По особенностям жилкования крыльев (разветвлённая жилка Rs и две продольные жилки между радиальной и медиальной) вид близок к подродам Lutzomyia (Lutzomyia) и Pintomyia. Но по отсутствию диагностического ряда шипиков, которые имеются на бёдрах у видов Pintomyia, автор отнёс ископаемую находку к номинативному подроду.
В теле москита (хоботок и кишечник) обнаружены сотни паразитических трипаносом ископаемого рода и вида Paleoleishmania neotropicum Poinar & Poinar, 2004. Описание сделал американский энтомолог Джордж Пойнар (род. 1936), известный своими исследованиями ДНК из ископаемых насекомых.

## Палеонтология
Вид известен только в ископаемом состоянии (бурдигальский ярус миоцена, 20—15 млн лет): обнаружен в Доминиканском янтаре на острове Гаити. Единственный экземпляр был обнаружен в кусочке янтаря размером 12 на 18 мм и толщиной 2 мм, который сейчас хранится в коллекции Poinar Amber Collection в Орегонском университете (англ. Oregon State University, Corvallis, штат Орегон).
Обнаруженный в моските вид лейшманий стал вторым в истории ископаемым видом рода Paleoleishmania. Ранее, в 2004 году в Бирманском янтаре был найден вымерший москит Palaeomyia burmitis Poinar, в котором обнаружили трипаносоматиду Paleoleishmania protera Poinar & Poinar, ставшую в своё время первой обнаруженной ископаемой трипаносомой.